# عبقور
دورايمون (باليابانية: ドラえもん) من إنتاج 1979 والذي سُمي في الدبلجة العربية عبقور، هي النسخة الثانية من مُسلسلة سلسلة الأنمي والمانغا الشهيرة الشهيرة دورايمون، تبع هذا المسلسل السلسلة التي سبقته في 1973، وعُرض على شبكة أساهي في يوم 2 أبريل 1979.

## الأصوات العربية
- عبقور (دورايمون) أدت صوت الشخصية آمال سعد الدين.
- عامر (نوبيتا) أدت صوت الشخصية آمنة عمر.
- مازن (سونيو) أدت صوت الشخصية أمل حويجة.
- الأم (تاماكو) أدت صوت الشخصية أنجي اليوسف.
- الأب (نوبيسكي) أدى صوت الشخصية مروان فرحات.
- زغلول (جايان) أدى صوت الشخصية عادل أبو حسون.
- غالية (شيزوكا) أدت صوت الشخصية بثينة شيا.

## روابط خارجية
- عبقور على موقع IMDb (الإنجليزية)
- عبقور على موقع فيلمافينيتي (الإسبانية)
- عبقور على موقع كينوبويسك (الروسية)
- عبقور على موقع قاعدة بيانات الفيلم (الإنجليزية)
- عبقور على موقع ANN anime (الإنجليزية)